# Borbás Rita
Borbás Rita (Budapest, 1980. december 21. –) női válogatott kézilabdázó. Testvére Borbás Gergely válogatott jégkorongozó.
Első válogatott meccsét 2005. március 2-án Dunaújvárosban játszotta a dán válogatott elleni barátságos mérkőzésen, és azóta alapembere lett a magyar női kézilabda-válogatottnak. A viszonylag alacsony magassága ellenére (167 cm), lelkes játékának köszönhetően védekezésben is hasznos tagja csapatának.
Borbás Rita 2008 júniusában a román bajnok Oltchim Valceához igazolt. A kevés játéklehetőség miatt azonban egy év után visszatért Magyarországra, jelenleg a DVSC-Aquaticum játékosa. Szerződése 2011 nyaráig szól. 2010 októberében egy Bajnokok Ligája-mérkőzésen kézközépcsonttörést szenvedett.

## Sikerei

### Klubcsapatban
- Magyar bajnokság: 1-szeres győztes: 2005
  - 2. helyezett: 2004, 2008
  - 3. helyezett: 2007
- Magyar Kupa: 1-szeres győztes: 2005
  - 2. helyezett: 2004, 2008
- EHF-kupa: 2-szeres döntős: 2004, 2005

### Válogatottban
- Junior világbajnoki 4. helyezett
- Világbajnokság: 1-szeres bronzérmes: 2005

## Díjai
- Magyar Köztársasági Ezüst Érdemkereszt (2008)